# César Baldaccini

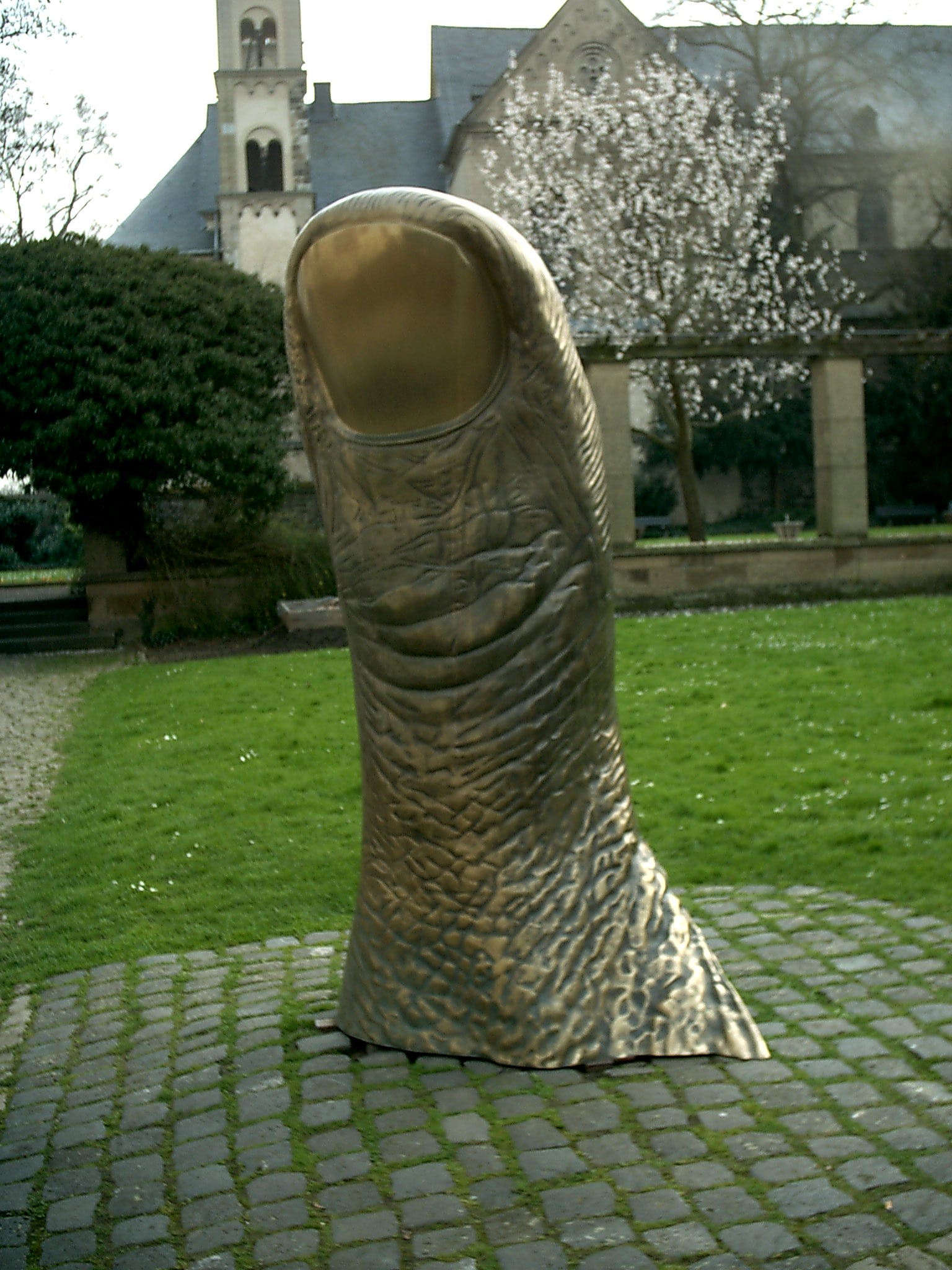
Kciuk, Ludwig Museum Koblenz

César Baldaccini, César (ur. 1 stycznia 1921 w Marsylii, zm. 6 grudnia 1998 w Paryżu) – francuski rzeźbiarz; przedstawiciel Nowego Realizmu, ruchu, który narodził się w 1960.
César jest twórcą trofeum z brązu zwanego od jego imienia Cezarem, przyznawanego twórcom filmowym podczas corocznej gali filmowej w Paryżu.

## Niektóre dzieła
Miejsca, gdzie publiczność może podziwiać twórczość Baldacciniego:
- Centre Georges Pompidou w Paryżu (Płaskorzeźba, Żółw, Diabeł)
- Muzeum sztuki współczesnej miasta Paryża (Facel Vega)
- Cmentarz Montparnasse (grobowiec artysty)
- plac La Défense w Paryżu: Kciuk [Le Pouce]